# Interpretació de llengües

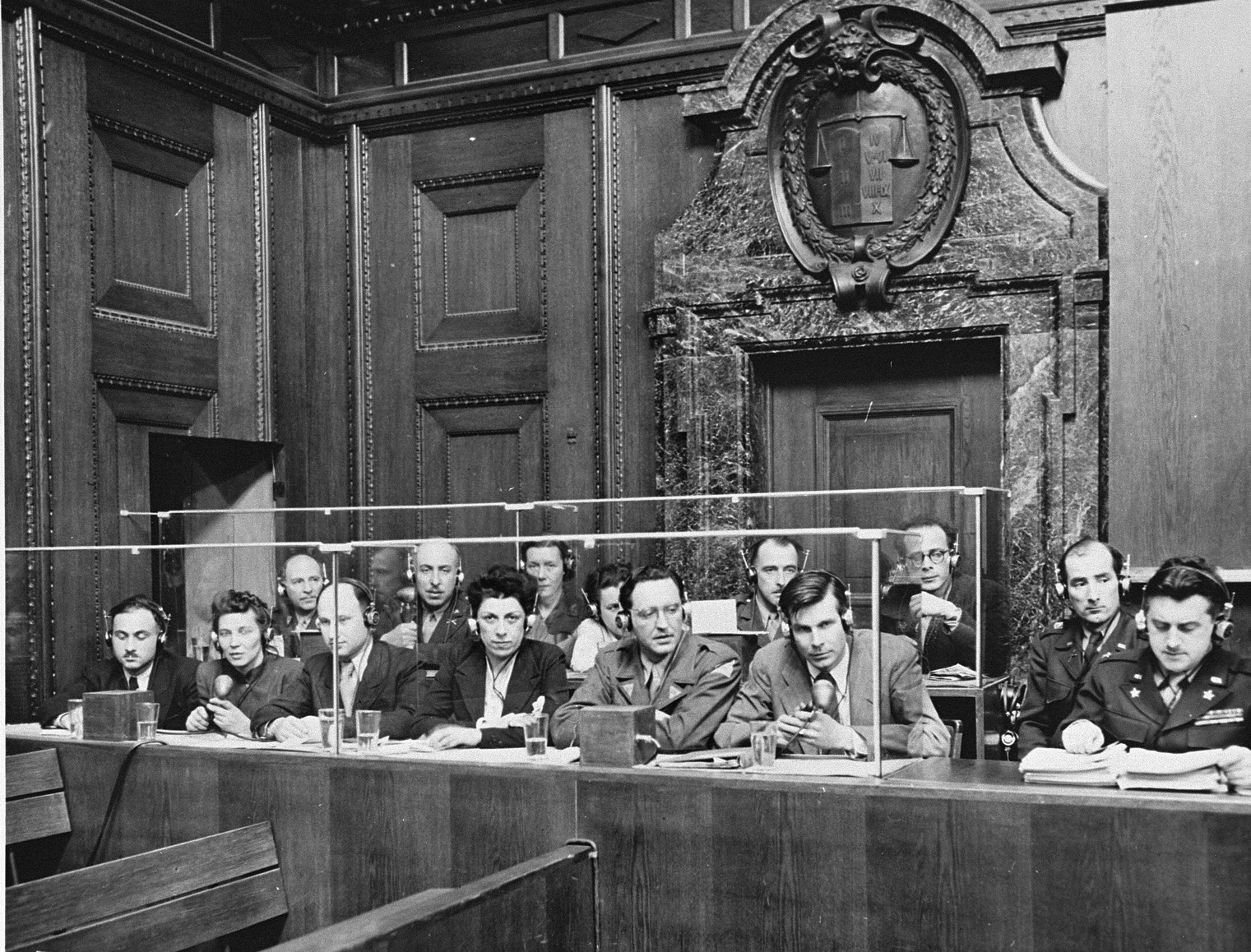
Intèrprets de llengües als Judicis de Nuremberg

La interpretació de llengües o interpretació lingüística és l'activitat de mediació interlingüística (oral) o intersemiòtica (signada, en llengua de signes) que permet la comunicació entre individus de llengües diferents. Consisteix a traslladar un discurs d'una llengua de partida a una llengua d'arribada, ja sigui oralment o usant la llengua de signes, de tal manera que el discurs produït per l'intèrpret sigui equivalent al discurs original. El mot interpretació també denomina, a part de l'activitat esmentada, el producte que en resulta i la disciplina que n'estudia la teoria, la descripció i l'aplicació. Tanmateix, algunes fonts també atribueixen aquest estudi sistemàtic a la traductologia.
La interpretació es diferencia de la traducció en que la traducció és escrita i la interpretació no.
Actualment, es denomina intèrpret a la persona que porta a terme la interpretació entre llengües, és a dir, a la persona que transmet en la llengua d'arribada el missatge del discurs emès en la llengua de partida, ja sigui en el moment en què l'orador original està emetent el discurs (simultàniament) o quan una de les parts acaba la seva intervenció (consecutivament). La funció de l'intèrpret consisteix a traslladar el sentit complet del discurs original que l'orador dirigeix als receptors, tenint en compte aspectes com el registre, el to, la informació implícita, les emocions, etc.
Avui en dia són diverses les universitats que ofereixen estudis de Traducció i Interpretació a Catalunya. També es disposa de màsters i postgraus concrets per especialitzar-se.

## Etimologia
L'etimologia de la paraula interpretació revela que l'ofici d'interpretar és molt antic i es remunta als temps en què va ser necessària una figura per fer fluir la comunicació inter (‘entre') partes (‘parts').
Aquesta és una de les opcions que expliquen l'etimologia del mot, però no l'única, ja que hi ha desacord pel que fa a l'origen de la segona part del terme, que podria derivar del llatí partes, de pars partis, (‘part', ‘divisó', ‘regió', ‘funció', etc.) o pretium (‘preu', ‘valor'), o del sànscrit prath (‘fer córrer', ‘traficar', ‘vendre'). No obstant això, totes dues opcions coincideixen en la importància de l'arrel llatina interpres ‘mediador, missatger', ‘algú que explica'.

## Tècniques d'interpretació

### La interpretació simultània

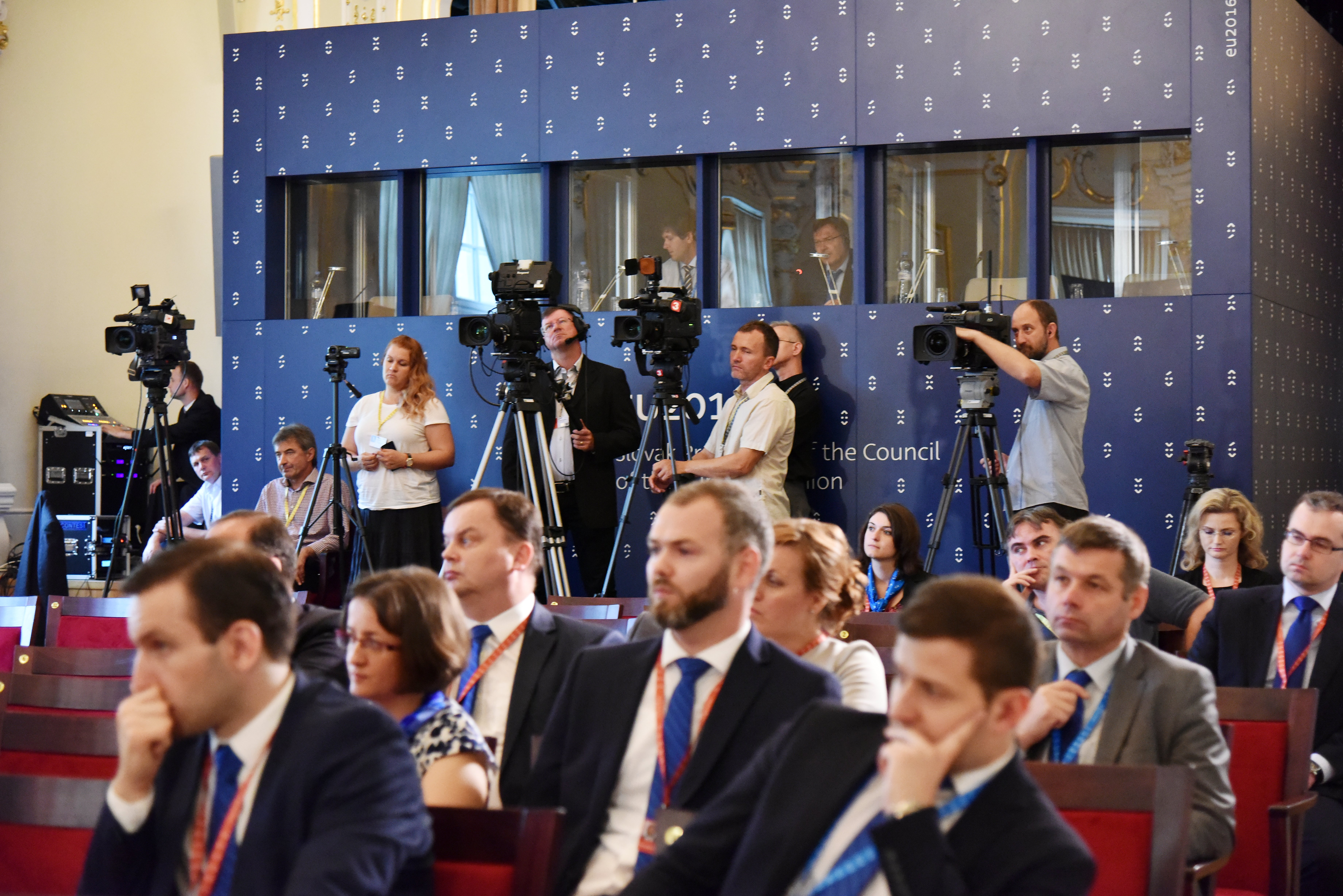
Cabines d'interpretació simultània en una roda de premsa

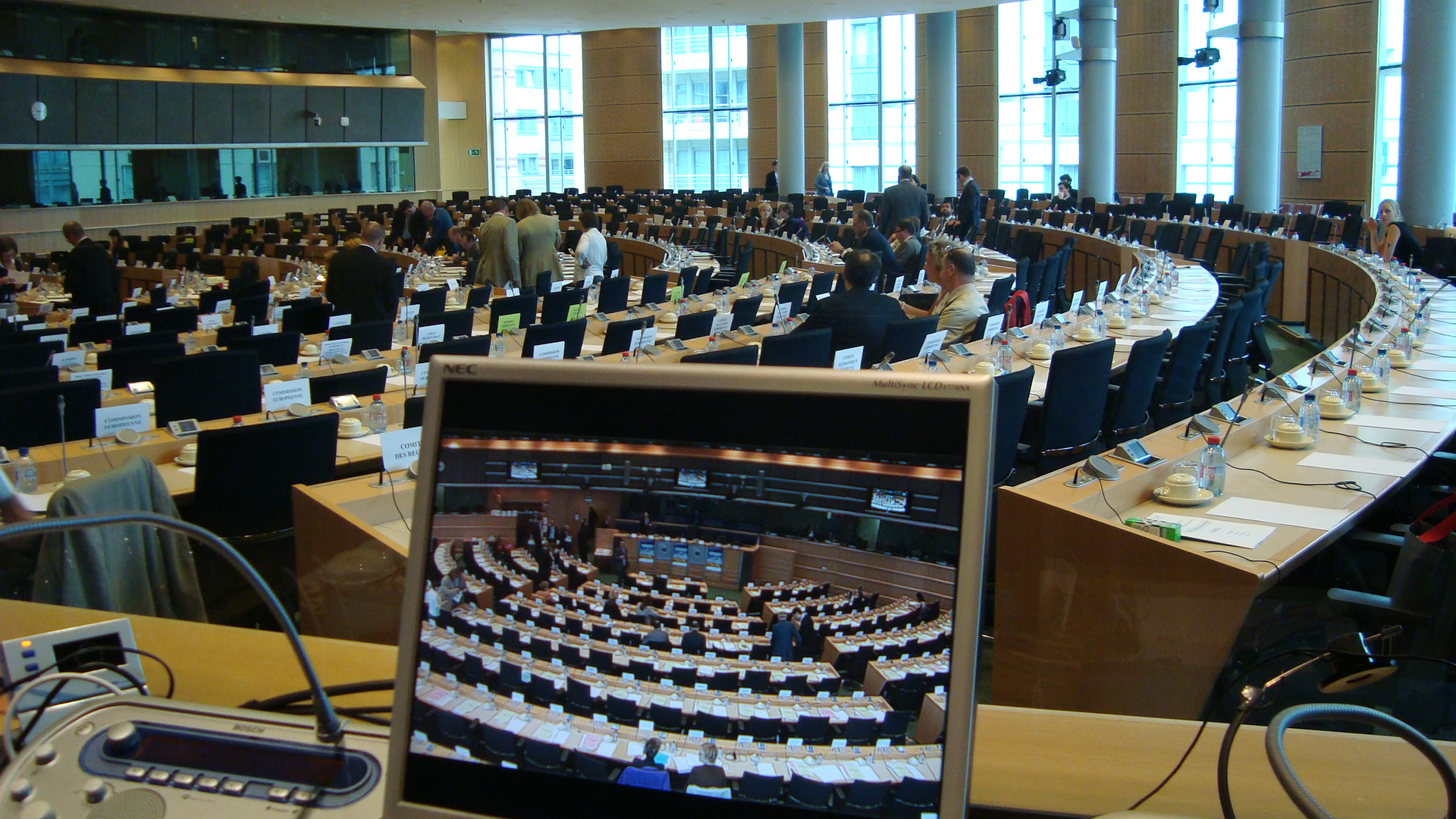
Interpretació simultània al Parlament Europeu

En la interpretació simultània o de conferències, l'intèrpret reformula el missatge de la llengua de partida a la llengua d'arribada de manera quasi simultània (d'aquí el nom) o bé paral·lela a la intervenció de l'orador. L'intèrpret simultani treballa dins una cabina insonoritzada equipada amb micròfons, auriculars i gravadores. Amb el micròfon reprodueix en l'idioma meta allò que escolta a través dels auriculars i el públic, per altra banda, té accés al missatge de l'intèrpret mitjançant uns auriculars que se li han lliurat a l'inici de l'acte en els quals haurà de seleccionar el canal d'idioma que li interessi.
Aquesta modalitat és un tipus d'interpretació efectiva, dinàmica i àgil que acostuma a tenir lloc en conferències on hi ha pocs oradors, un gran nombre d'oients i dues o més llengües en joc (tal és el cas de congressos, jornades i cursos). Normalment, els organitzadors de l'acte faciliten als intèrprets material i documentació específica sobre el tema que es tractarà per tal que el coneguin a fons i, d'aquesta manera, s'afavoreix una interpretació de qualitat.
A causa de la complexitat de tot aquest procés és recomanable que un intèrpret no treballi més d'entre 30 i 45 minuts seguits. És per aquest motiu que a les cabines solen treballar dos especialistes que es van alternant i ajudant mútuament. Mentre un interpreta, l'altre busca terminologia específica i informació necessària, l'ajuda en cas que s'encalli, etc. La cooperació entre els membres de cabina és especialment important.

### La interpretació consecutiva
A la interpretació consecutiva l'intèrpret comença a parlar just després que l'orador de la llengua de partida hagi acabat el seu discurs. El discurs es divideix en diverses parts, una part pot ser una frase o quelcom més llarg, i l'intèrpret de consecutiva escolta i pren notes sobre el que diu per després reproduir la següent part de discurs. Quan l'orador fa una pausa o acaba el seu discurs, l'intèrpret transmet allò que ha dit l'orador en la llengua d'arribada i l'orador l'espera. Per aquest motiu es duplica el temps total necessari per traslladar el missatge, respecte a que no estigui traduït.
Els discursos que s'interpreten seguint aquesta tècnica, o bé les parts en què es divideixen aquests discursos, solen ser de 10 o 15 minuts aproximadament. Sovint, l'orador de la llengua de partida no és conscient que pot parlar estesament abans que es faci la interpretació consecutiva i, per aquest motiu, fa una pausa al final de cada oració perquè es pugui interpretar a la llengua d'arribada.
Aquest mètode s'utilitza sovint per interpretar diferents discursos, declaracions, intervencions de testimonis en un tribunal, així com entrevistes mèdiques i laborals. Tot i així, sempre és preferible comptar amb una idea completa del missatge abans d'interpretar-lo.

### La interpretació xiuxiuejada

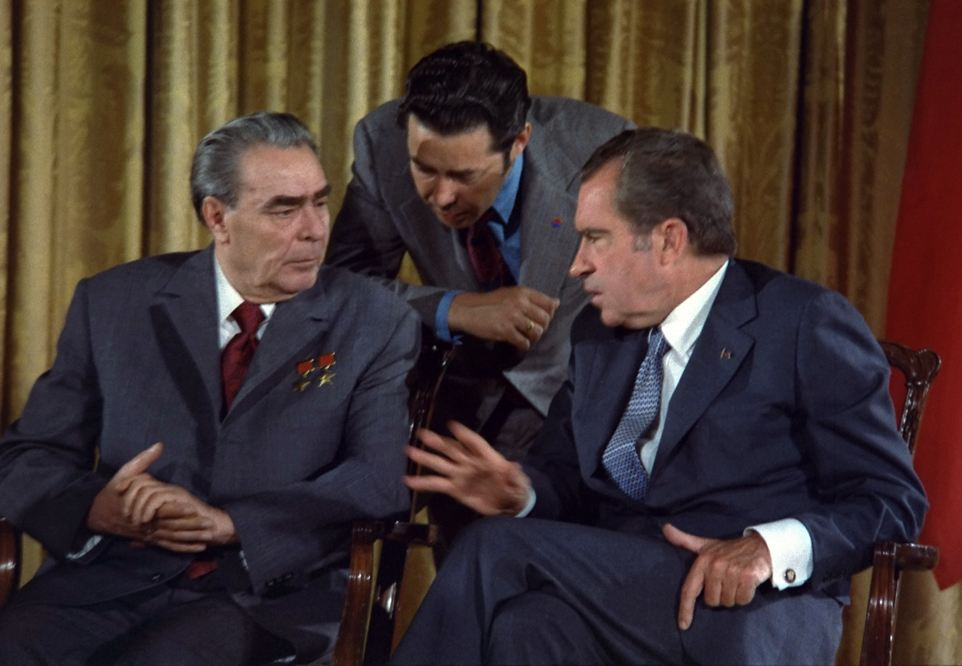
Al mig, un intèrpret a cau d'orella.

En la interpretació xiuxiuejada o interpretació a cau d'orella (chuchotage en francès), l'intèrpret s'asseu o s'està dret just al costat o al darrere de la persona o les persones usuàries de la interpretació (una petita audiència de, com a màxim, dues o tres persones i els xiuxiueja la interpretació simultània del discurs original. La interpretació per xiuxiueig s'empra en situacions en què la comunitat lingüística que necessita la interpretació és minoritària respecte de la resta d'oients.

### La interpretació relé

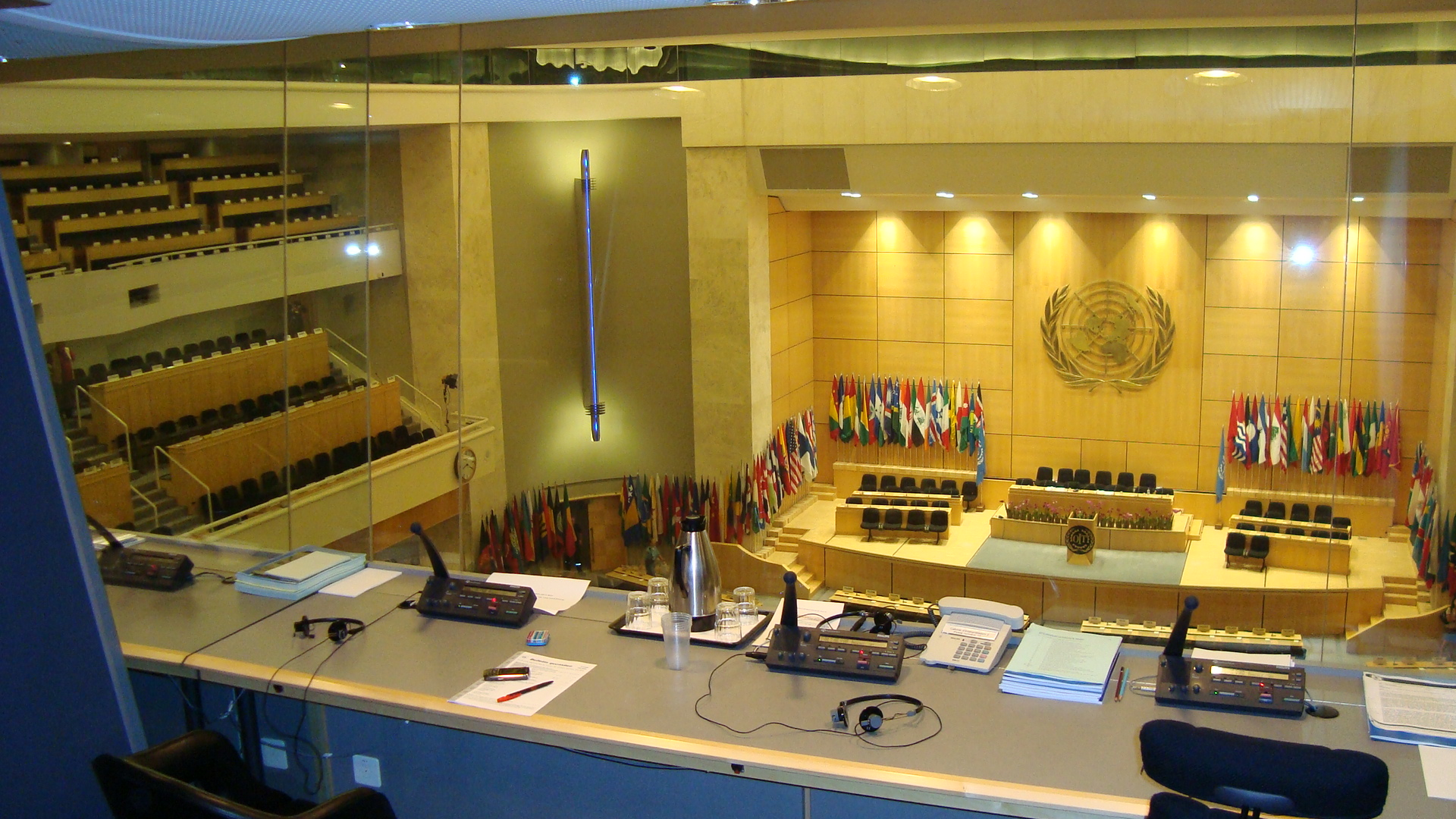
Visió d'un auditori de l'Organització de les Nacions Unides des d'una cabina d'interpretació simultània.

El relé (relay en anglès) s'utilitza quan hi ha moltes llengües a les quals cal interpretar i no es disposa d'un intèrpret per a cada llengua d'arribada i de partida. Aleshores un intèrpret que coneix la llengua de partida del discurs original interpreta el discurs cap a una llengua que els altres intèrprets dominen i és a partir d'aquest enllaç que la resta d'intèrprets que desconeixien la llengua del discurs original interpreten cap a les llengües d'arribada corresponents. Per exemple, hi ha un congrés en què les llengües de treball són el català, el francès i l'anglès, però en un moment determinat un ponent fa una intervenció en xinès. No tots els intèrprets tenen aquesta combinació lingüística, però se'n busca un que com a mínim sí que la tingui. Aquest intèrpret interpreta del xinès a l'anglès i la resta d'intèrprets agafen la interpretació en anglès i la traslladen a les seves llengües.
L'opció del relé és molt habitual en esdeveniments multilingües i on no es pot aconseguir sempre la interpretació directa per a totes les llengües. En el context de la Unió Europea, el relé s'utilitza molt encara que es miri d'evitar, atesa la gran responsabilitat que recau sobre l'intèrpret, ja que hi ha moltes llengües oficials i absolutament tot s'ha d'interpretar cap a totes les llengües.

### La interpretació d'enllaç o bilateral

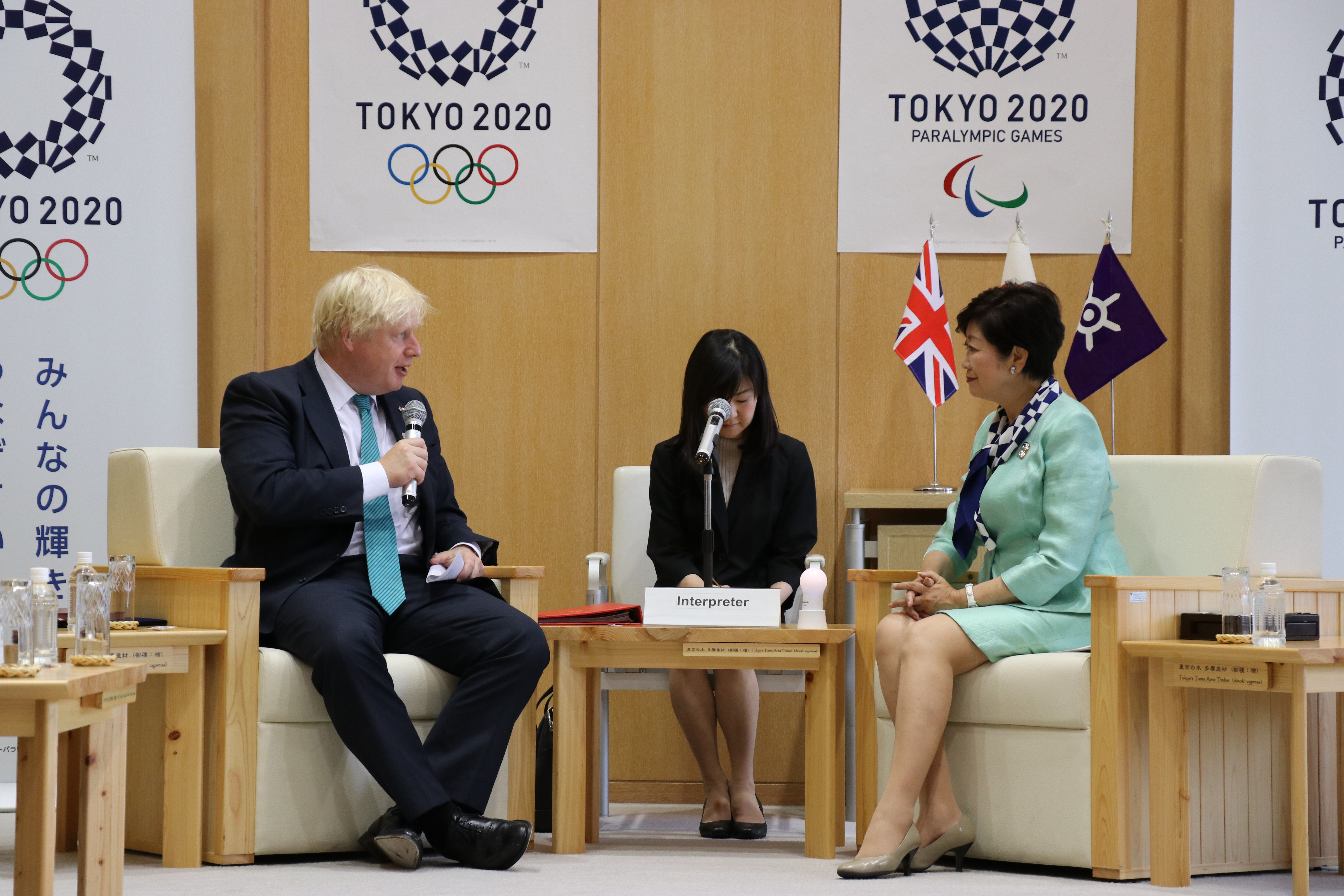
Reunió a l'ambaixada britànica a Tokio, amb una intèrpret d'enllaç, prenent notes, que parla anglès i japonès.

La interpretació d'enllaç, la modalitat més antiga de comunicació oral entre llengües diferents, sol tenir com a mínim tres participants: l'intèrpret i dues persones que no parlen la mateixa llengua i que per si sols no es poden comunicar amb eficàcia. La funció de l'intèrpret és transmetre el missatge cap a les dues bandes. En aquesta modalitat, és habitual una composició en forma de triangle.
Aquesta modalitat d'interpretació es pot dur a la pràctica de diverses maneres: mitjançant la interpretació consecutiva (després d'un breu discurs o bé frase per frase) o mitjançant el xiuxiueig (a l'orella de la persona que desconeix la llengua). Es poden prendre notes, tot i que no sempre es dona el cas, i no es necessita cap mena de tecnologia a diferència de la interpretació simultània. La interpretació d'enllaç es pot trobar, habitualment, en reunions de polítics en petit comitè.
Per exemple, el president de Catalunya es reuneix amb el president de les Filipines i, si no parlen les mateixes llengües, és necessària la presència d'un intèrpret que, per torns, va traduint cap al català i el filipí. És possible que faci servir la presa de notes en detalls complicats que poden ser difícils de recordar. Normalment l'intèrpret agafa una posició secundària i es limita a interpretar sense cap més intervenció. Es recomana que els participants, tot i no parlar les mateixes llengües, se situïn de cara i es mirin els ulls, per no donar protagonisme a l'intèrpret.

### La traducció a la vista

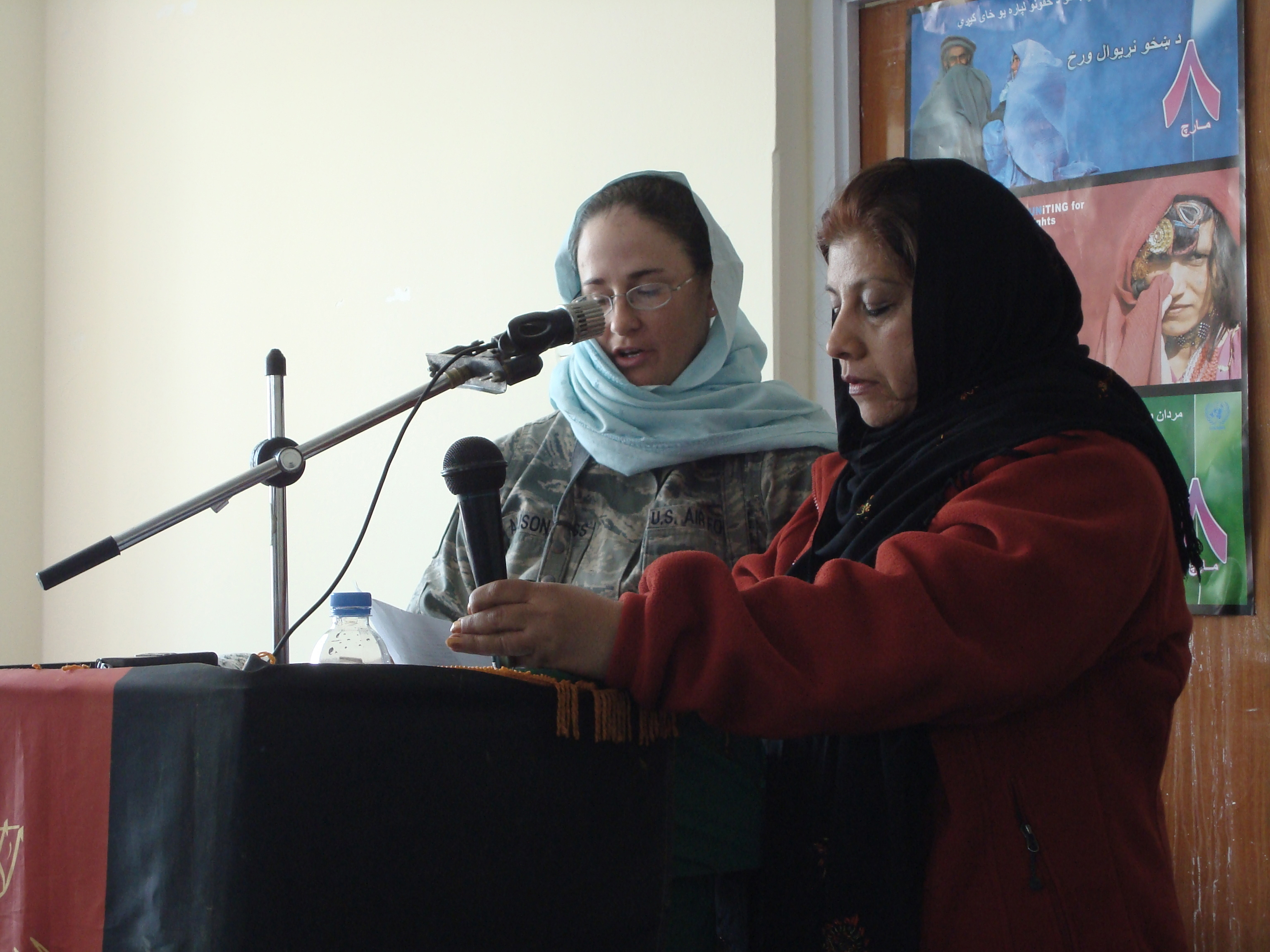
La conferenciant llegeix el seu discurs i la traductora a vista el llegeix internament, el tradueix i fa el mateix discurs en una altra llengua

La traducció a la vista és un tipus d'interpretació simultània a partir d'un text escrit. En aquest cas, l'intèrpret ha de llegir un document escrit en una llengua de partida i traslladar-ne el missatge en veu alta, com si estigués escrit en la llengua d'arribada. És freqüent, però no exclusiu, que calgui traducció a la vista en els àmbits judicial i sanitari, en alguns casos durant la tasca d'interpretació consecutiva.
La traducció a la vista pot tenir una funció comunicativa, per a la comprensió del text, o instrumental, d'aprenentatge d'una llengua estrangera. N'existeixen diverses modalitats que varien segons el grau de preparació: que l'intèrpret hagi d'interpretar sense haver vist mai abans el text, que s'hagi pogut preparar el text abans d'haver-lo d'interpretar, etc.

## La interpretació de llengua de signes

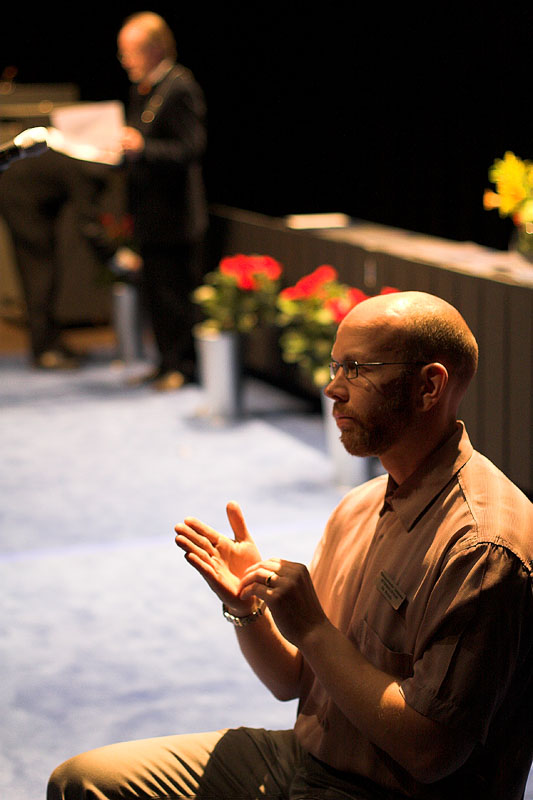
En primer pla, l'intèrpret de llengua de signes que interpreta el ponent oral, situat al fons.

La interpretació de llengua de signes, com la interpretació entre llengües orals, trasllada un missatge entre llengües diferents, però en la cas de la llengua de signes, a més, ho fa entre codis lingüístics diferents, sent doncs una traducció intersemiòtica. L'intèrpret de llengua de signes pot interpretar en ambdues direccions: des de la llengua oral cap a la llengua de signes o des de la llengua de signes cap a la llengua oral. De vegades es pot formar un equip d'interpretació mixt.
Tant pot ser simultània com consecutiva, encara que generalment es practiqui de manera simultània.En certes circumstàncies, la interpretació també pot donar-se entre dues llengües de signes diferents com, per exemple, entre la llengua de signes catalana i la llengua de signes francesa. Tanmateix, també existeix un sistema de signes internacional amb l'objectiu de crear un estàndard de referència internacional.
Quant als estudis oficials per obtenir la titulació d'intèrpret de llengua de signes a Catalunya, actualment es disposa de dues opcions: cursar el Grau Superior de Formació Professional de dos anys d'Interpretació de llengua de signes o bé cursar el Grau de Traducció i Interpretació, de quatre anys, amb la llengua de signes com una de les llengües estrangeres vehiculars.